# Berry Oakley
Raymond Berry Oakley III (4 avril 1948 à Chicago - 11 novembre 1972 à Macon en Géorgie) est un bassiste américain et l'un des fondateurs du groupe The Allman Brothers Band.

## Biographie
Oakley naît à Chicago et grandit dans la banlieue de Park Forest. Puis il déménage en Floride où il rencontre Dickey Betts et le rejoint dans son groupe, The Second Coming. En 1969, il fonde The Allman Brothers Band en compagnie du guitariste Duane Allman, du chanteur et claviériste Gregg Allman, de Dickey Betts à la guitare et des batteurs et percussionnistes Butch Trucks et Jai Johanny "Jaimoe" Johanson.
Le 11 novembre 1972, il meurt lors d'un accident alors qu'il conduit sa moto à Macon en Géorgie, à quelques rues de celui qui fut fatal à son ami Duane Allman l'année précédente.